# Énergie en république du Congo
Le secteur de l'énergie en République du Congo (ou Congo-Brazzaville) est caractérisé par une production assez importante d'hydrocarbures, presque entièrement en mer.
En 2019, 94 % du pétrole brut produit au Congo a été exporté. Les 6 % restants ont été raffinés, dont 46 % ont été exportés.
La consommation d'énergie primaire par habitant de la République du Congo est faible : 32 % de la moyenne mondiale.
L'électricité représente seulement 7 % de la consommation finale d'énergie en 2019. Elle est produite à 76,8 % par les centrales thermiques, à partir de gaz naturel (71,8 %) ou de pétrole (5 %) ; l'hydroélectricité fournit les 23,2 % restants.

## Production d'énergie primaire
La production d'énergie primaire de la République du Congo s'élevait en 2019 à 845 PJ, en progression de 131 % depuis 1990, répartie en 87,5 % de pétrole, 8,0 % de biomasse, 4,1 % de gaz naturel et 0,4 % d'hydroélectricité.

### Secteur pétrolier et gazier amont

#### Pétrole
BGR (Agence fédérale allemande pour les sciences de la Terre et les matières premières) estime les réserves prouvées de pétrole de la République du Congo à 395 Mt (millions de tonnes) fin 2020, loin derrière la Libye (6 580 Mt), le Nigeria (5 019 Mt) ou l'Angola (1 050 Mt), mais supérieures à celles du Gabon (272 Mt). Ces réserves représentent 25 années de production au rythme de 2020 (15,8 Mt). Les ressources potentielles supplémentaires sont estimées à 519 Mt.
Bien qu'assez peu étendu, le domaine maritime de la République du Congo offre des ressources pétrolières importantes. Elles ont fait l'objet de nombreux appels d'offres pour attribuer les concessions à des compagnies pétrolières, se déplaçant peu à peu vers les eaux plus profondes.
La production de pétrole brut s'établit en 2021 à 14 Mt, ce qui fait du pays le troisième producteur de pétrole en Afrique subsaharienne, très loin après le Nigeria (77,9 Mt) et l'Angola (56,6 Mt).
En 2019, 94 % du pétrole brut produit au Congo a été exporté. Les 6 % restants ont été raffinés, dont 46 % ont été exportés ; les importations de produits pétroliers ont couvert 41 % de la consommation intérieure.
Le complexe de Moho-Bilondo, situé en mer sous plus de 600 m d'eau, est le plus grand gisement du pays. Le gisement a été découvert en 1995, une première phase a été mise en production en 2008. Le pic de production a été franchi en 2018, à plus de 140 000 b/j, soit presque la moitié de la production du pays à cette date. TotalEnergies est l'opération du gisement.

#### Gaz naturel
Les réserves prouvées de gaz naturel de la République du Congo étaient estimées par le BGR à 284 Gm3 (milliards de m3) fin 2020, loin derrière le Nigeria 5 848 Gm3 ou l'Algérie (2 279 Gm3), mais au même niveau que l'Angola 301 Gm3. Elles représentent 710 années de production au rythme de 2020 (0,4 Gm3). Les réserves potentielles supplémentaires étaient estimées à 350 Gm3.

### Secteur pétrolier aval
Le pays possède une raffinerie de pétrole (CORAF : Congolaise de Raffinage), située à Pointe-Noire. C'est une petite installation, d'une capacité de 21 000 b/j. Un accord a été signé en 2020 avec des investisseurs chinois, qui doivent construire, également à Pointe-Noire, une nouvelle raffinerie d'une capacité cinq fois plus grande. Cela dépasse largement la consommation de carburants du pays, l'objectif étant de produire du carburant vendu dans les pays voisins.

## Consommation d'énergie

### Consommation d'énergie primaire
La consommation intérieure d'énergie primaire de la République du Congo s'élevait en 2019 à 135,5 PJ, en progression de 311 % depuis 1990, répartie en 50 % de biomasse, 25,5 % de gaz naturel, 22,3 % de pétrole et 2,2 % d'hydroélectricité.
La consommation d'énergie primaire par habitant de la République du Congo s'élevait en 2019 à 25,2 GJ, soit seulement 32 % de la moyenne mondiale : 79,1 GJ et 92 % de la moyenne de l'Afrique : 27,4 GJ ; celle de la République démocratique du Congo était de 14,6 GJ, celle de la France de 150,5 GJ, celle de la Chine de 101,5 GJ et celle des États-Unis de 282 GJ.

### Consommation finale d'énergie
La consommation finale d'énergie de la République du Congo s'élevait en 2019 à 82,2 PJ, répartie en 66,4 % de biomasse, 26,7 % de produits pétroliers et 7,0 % d'électricité. Le secteur résidentiel consommait 58,7 % de cette énergie, les transports 22,4 %, le secteur tertiaire 14,1 %, l'industrie 3,8 % et les usages non énergétiques (chimie) 1 %.

## Secteur de l'électricité

### Production d'électricité
Selon l'AIE, la République du Congo a produit 3,65 TWh en 2019, en progression de 641 % depuis 1990. Les centrales thermiques produisent 76,8 % de cette électricité, à partir de gaz naturel (71,8 %) ou de pétrole (5 %) ; 23,2 % de l'électricité provient des barrages hydroélectriques et 0,03 % du solaire photovoltaïque.

#### Centrales thermiques
Deux importantes centrales thermiques à gaz naturel ont été mises en service à proximité de Pointe-Noire au cours des années 2000, et leur capacité a été accrue depuis. Elles sont cogérées par l'État et la compagnie pétrolière Eni,  cette dernière les approvisionnant en gaz. Il s'agit de gaz associé provenant de gisements de pétrole.

#### Hydroélectricité
Selon l'International Hydropower Association (IHA), la puissance installée des centrales hydroélectriques de la République du Congo s'élevait à 218 MW fin 2021, soit 0,6 % du total africain, au 24e rang en Afrique, loin derrière l'Éthiopie (4 074 MW).
Le barrage de Moukoukoulou (74 MW), inauguré en 1979 sur la rivière Bouenza, a été réhabilité en 2007.
Le barrage d'Imboulou (120 MW), construit de 2005 à 2011 sur la rivière Léfini, affluent du Congo, à environ 220 km au nord-est de Brazzaville, a été financé à 85 % par la Chine.
En mai 2017 est inauguré le barrage de Liouesso (19,2 MW), à plus de 800 km au nord de Brazzaville, construit par China Gezhouba Group et financé par la Chine. C'est le troisième barrage de ce type construit au Congo avec l'appui de la coopération chinoise, après ceux de Moukoukoulou (74 MW) et d'Imboulou (120 MW).
Le projet d’un barrage dans les gorges de Sounda a été évoqué en 1888 avant d’être remis à l’ordre du jour en 1952. Les autorités espéraient alors y produire 1 000 MW d’électricité. En 2017, une nouvelle étude de faisabilité, réalisée par la Société financière internationale, filiale de la Banque mondiale, a revu la capacité de l’infrastructure entre 450 et 500 MW. En 2019, la compagnie chinoise China Railways 20 propose de construire la centrale hydroélectrique de Sounda, avec une capacité de 600 MW.
Le projet de barrage de Chollet (600 MW), sur la rivière Dja/Ngoko, à cheval sur la frontière entre le Cameroun et le département congolais de la Sangha, au nord du pays, a fait l'objet d'un protocole d’accord signé le 28 octobre 2010 à Brazzaville, entre les deux pays, qui ont mis en place en mars 2015 un comité de pilotage binational pour organiser le projet, prévoyant le démarrage des travaux de construction fin 2018. Ce projet pourrait constituer la fondation de l’interconnexion électrique entre les deux États et éventuellement avec d’autres États voisins dans le cadre des Accords du Pool énergétique de l’Afrique centrale (PEAC). En septembre 2021, le projet est toujours en attente faute de financement, bien que le constructeur ait été choisi le 24 juin 2021 : China Gezhouba Group Company.

### Réseaux électriques
En 2019, le taux de pertes en ligne atteignait 44,7 %, si bien que ces pertes étaient supérieures à la consommation finale d'électricité.

### Consommation d'électricité
Selon l'Agence internationale de l'énergie, la consommation moyenne par habitant s'élève à (374 kWh), soit 11,5 % de la moyenne mondiale (3 265 kWh) et 66,8 % de celle de l'Afrique (560 kWh).
En 2019, la consommation d'électricité en République du Congo s'élevait à 1,60 TWh, dont 44,5 % pour le secteur résidentiel, 49 % pour le secteur tertiaire et 6,5 % pour l'industrie.
Selon les statistiques de la Banque mondiale, 48 % de la population dispose d'un accès à l'électricité en 2021, un taux en augmentation régulière (34 % en 2005).

## Impact environnemental
Selon l'AIE, les émissions de CO2 liées à l'énergie par habitant s'élèvent à 0,68 tonne en 2019 en République du Congo, soit seulement 15,5 % de la moyenne mondiale : 4,39 tonnes et 70 % de la moyenne africaine : 0,97 tonne.